# ESP (gitaarbouwer)

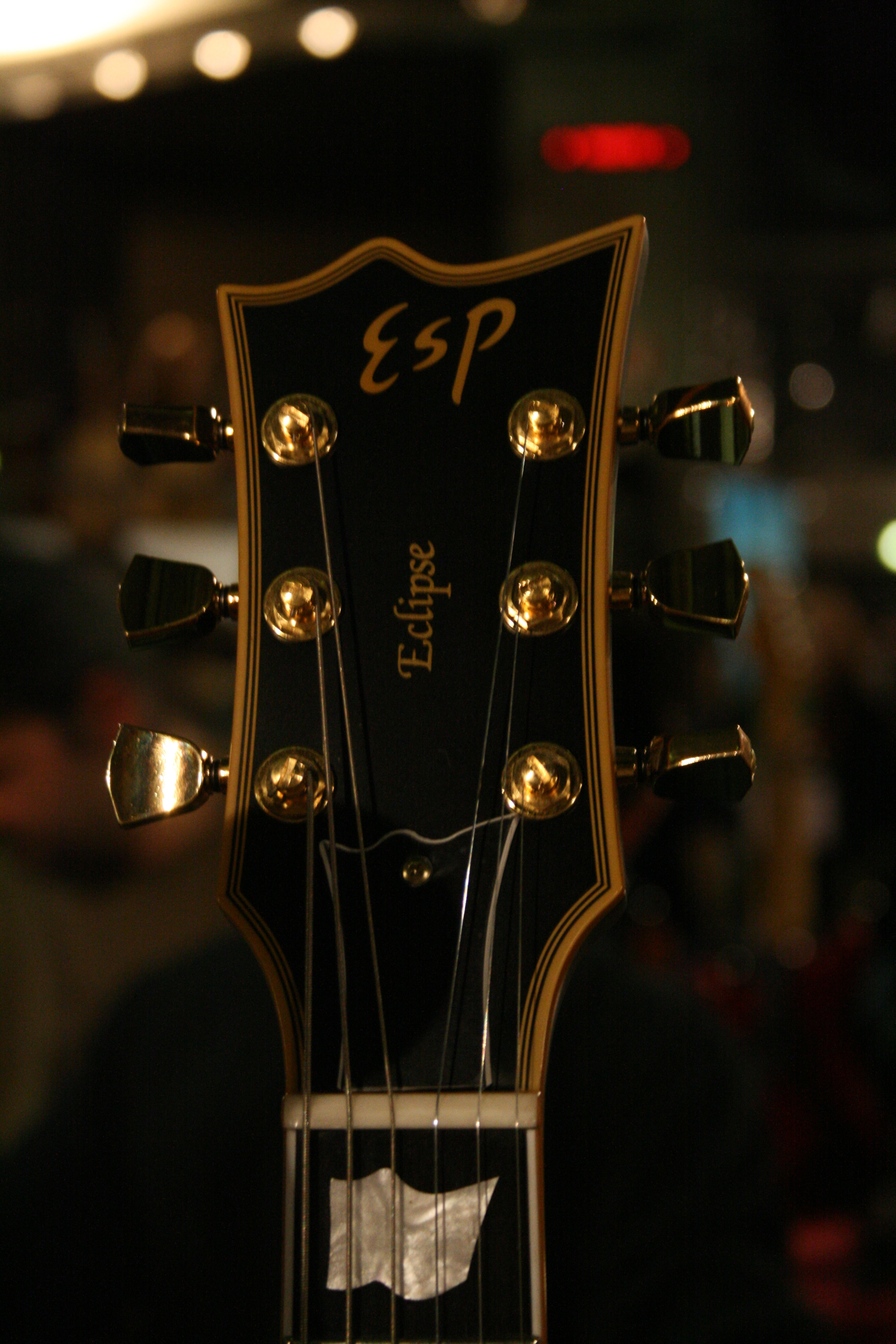
ESP headstock

ESP (Electric Sound Products) is een Amerikaans merk (oorspronkelijk uit Japan, maar nu gevestigd in Californië) dat gitaren en basgitaren maakt. Het bedrijf werd opgericht in 1975 en maakte toen customgitaren.
Vele metalbands maken gebruik van deze gitaren, zoals Metallica, Slayer, Arch Enemy, Nightwish, Rammstein, Aborted, Soulfly, Deicide, Manowar, Testament, Children of Bodom, Kamelot, Dimmu Borgir, Galneryus, Of Mice & Men en Suicide Silence.

## LTD
LTD is een ondermerk van ESP. Dit zijn goedkoper uitgevoerde versies van de ESP modellen, LTD heeft ook een aantal eigen series zoals hun toplijn de Deluxe Series.
LTD is te vergelijken met de Epiphones van Gibson en de (oude) Squiers van Fender.

## Series
- ESP Eclipse
- ESP Horizon
- ESP Viper
- ESP Sam Pyro Snokvod v

## Bekende ESP-gitaristen[1]
- James Hetfield & Kirk Hammett (Metallica)
- Jeff Hanneman (Slayer)
- Alexi Laiho (Children of Bodom)
- Vorph (Samael)
- Max Cavalera (Cavalera Conspiracy, ex-Sepultura)
- Adam Darski (Behemoth)
- Ron Wood (The Rolling Stones)
- Richard Z. Kruspe (Rammstein)
- Chris Rörland (Sabaton)
- Rob Caggiano (Volbeat)
- Brian “Head” Welch (Korn)